# Bjelaj
Bjelaj (szerbül: Бјелај) falu Bosznia-Hercegovinában, a Bosznia-hercegovinai Föderáció Una-Szanai kantonjában, Bosanski Petrovac községben.

## Fekvése
Bosznia-Hercegovina nyugati részén, Bihácstól légvonalban 36, közúton 43 km-re délkeletre, Bosanski Petrovactól légvonalban 13, közúton 20 km-re nyugatra azon a területen található, ahol a Čava-hegy (az Osječenica-hegység része) kiemelkedik a Petrováci-mezőből (Petrovački polje), illetve annak részéből a Bjelaji-mezőből (Bjelajsko polje). A település a Bosanski Petrovac - Bihács úttól 3 km-re található. Bjelajban két forrás található, az egyik Sinanovacon, a másik Madžoracban. A források vizei nagyrészt elvesznek a közeli mezők víznyelőiben (Keljavac).

## Népessége
| Nemzetiségi csoport | Népesség 1991 | Népesség 2013 |
| ------------------- | ------------- | ------------- |
| Szerb               | 5             | 0             |
| Bosnyák             | 176           | 94            |
| Horvát              | 0             | 0             |
| Jugoszláv           | 6             | 0             |
| Egyéb               | 0             | 2             |
| Összesen            | 187           | 96            |

## Története
Területe már a történelem előtti időkben is lakott volt. Ezt igazolja a Velika Gradina lelőhelyen található bronzkori erődített település maradványa. A lelőhely egy a környezetéből kiemelkedő domb platóján található. Az erődítmény háromszögletű volt, melynek kőből és földből épített sáncokkal megerősített oldalai 80 méter hosszúságúak. A területen az itteni élet bizonyítékaként számos bronzkori és vaskori kerámiatöredék, valamint egyéb háztartási hulladék került elő.
Bjelaj várát 1450-ben, 1461-ben, majd 1495-ben említik. Perušić Péteré, majd 1490-től Corvin János tulajdona volt. 1495-ben kezdték meg erődítését a várható oszmán támadások miatt. Az oszmánok 1573-ban érkeztek a Bjelajska poljébe, hogy újabb támadásokat intézzenek Bihács ellen, így feltételezhető, hogy Bjelaj ekkor került oszmán kézre. 1577-ben már 370 török katona tartózkodott benne. A várat egy dizdar kormányozta. 1699-ben parancsnoka Alija aga volt. 1737-ben a vár alatt mértek vereséget a törökök a Boszniába behatoló osztrák császári csapatok egyik seregére. A csatában a török vezér is elesett. 1747-ben 30 fős őrsége volt Hasszán aga parancsnoksága alatt. 1834-ben említik, amikor 4 ágyúja volt. 1838-ban azonban végleg elhagyták. A várban soha nem végeztek régészeti ásatásokat. A bjelaji vár mellett a románkori templom maradványai is megtalálhatók, amely egy istentiszteleti hely és egy temető maradványait tartalmazza. Itt különféle ezüst- és bronztárgyakat találtak
A 20. század közepéig egy Deli-Murata turbe működött Bjelajban, amely a vár Ibrahimpašić-tornyától kb. 50 m-re volt. Deli-Murat fia, Ibrahim, aki akkor született, amikor apja meghalt, és akit a Porta tanított, építette Ripač várát, és az Ibrahim pasa mecsetnek nevezett mecsetet. Ripać, Bjelaj és Petrovac környékén voltak birtokai.
A boszniai háború idején a teljes bosnyák lakosságot elűzték. Sokan meghaltak, köztük a tizenhárom éves Dinko Selimović, volt a legfiatalabb áldozat. Utolsó 150 fős csoportjuk az akkor megszállt Bihács településen, Ripačon, majd a horvátországi Korenicán és Lički Petrovi Selón keresztül jutott Izačićba. A szenvedések emlékét a mai napig őrzik. A háború után megtörtént a lakóépületek, út-, villany- és vízhálózatok felújítása. Mecset, iskola és templom épült. A mezőgazdasági termelés is helyreállt, és a tejet a helyi lakosságtól felvásárló tejszállítók érkezésével egy pillanatra visszatérni látszik az élet ebbe a faluba. A magasabb kormányzati szintek segítsége és a jövőre vonatkozó minőségi stratégia nélkül azonban ez a település elhagyatott marad.

## Gazdaság
A föld karsztos jellege miatt a földművelés és az állattenyésztés alacsony szinten áll. A 20. század közepén megkezdődött a bauxitérc felszíni bányászata, de a veszteség miatt a bányát gyorsan bezárták.

## Oktatás
A falu első általános iskolája fából épült. Később az iskolát kettéválasztották, így a másik része kápolnaként szolgált, hozzá pedig egy harangtornyot építettek.

## Nevezetességei

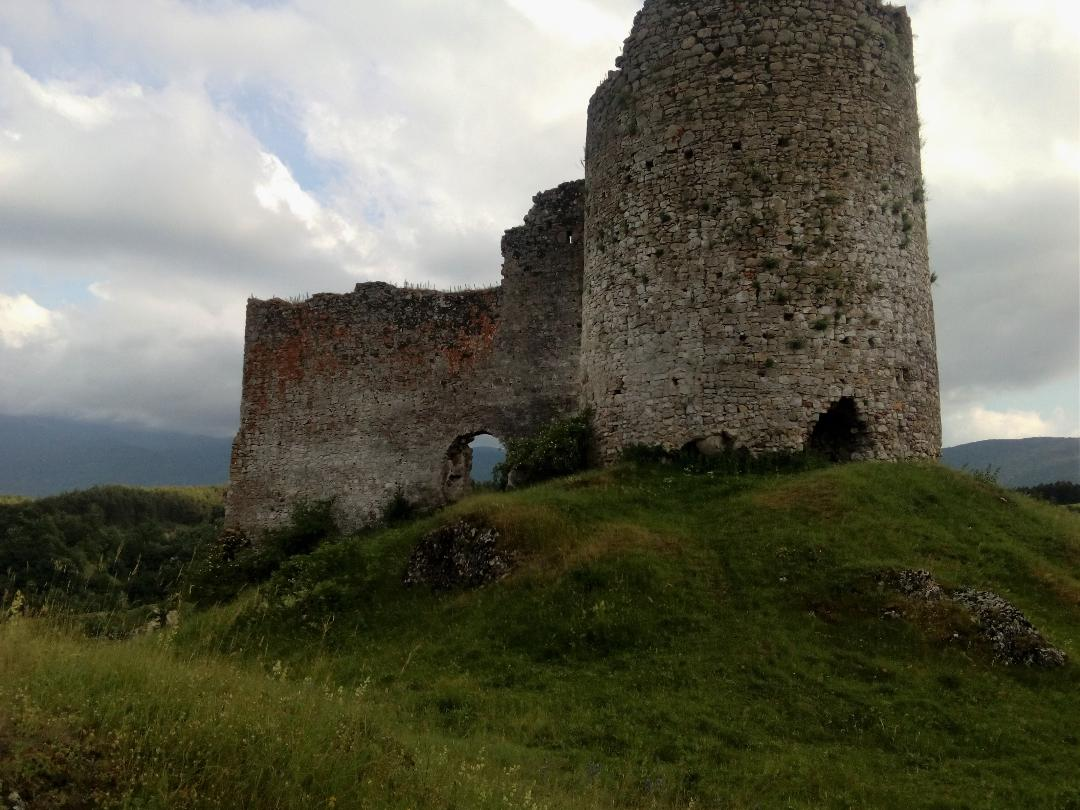
Bjelaj vára

- Bjelaj (Bilaj) várának tekintélyes romjai a Bjelaji-mezőből kiemelkedő magaslaton, a Bosanski Petrovac-Kulen Vakuf út mentén találhatók. Két építési időszaka van, a régebbi rész a középkorban, az újabb rész a török uralom idején épült fel. A középkori vár szabálytalan négyszög alaprajzú volt, az északnyugati sarkában egy hengeres toronnyal. A torony 11,5 méter átmérőjű, 16 méter magas, körbe magas falak övezik, melyek egy 34 méter hosszú és 17 méter széles területet kerítenek. Az udvar déli és keleti oldalát az egykori várpalota tölti ki. Ehhez épült északról a török kori külső vár, melynek hosszúsága 90, szélessége középen 40 méter volt. A vár falai ma is aránylag jó állapotban állnak. A hengeres torony majdnem teljes magasságban és a külső falak is több helyen még magasan állnak. A belső várnak csak a déli sarka omlott le. Jól láthatók az egykori palota ülőfülkés ablakai, közöttük a lőrésekkel. A nyugati fal belső oldalán jól láthatók az egykori gyilokjáró kőkonzolai.[11]

- Szent György tiszteletére szentelt ortodox temploma 1925-ben épült. A templom a falu északi részén, a Busijéba vezető út mellett áll. 1996-ban a boszniai háború idején lerombolták, 2006-ban építették újjá.

- A falu első mecsete a várban volt, mely a várral együtt elpusztult. A mai mecset elődje már a falu közepén épült, de a második világháborúban leégett. Ezután a mecset melletti imám házában tartottak vallásos foglalkozásokat. 1990 folyamán a gyülekezet egy új mecset építését kezdeményezte. A mecsetet végül 2006. július 16-án ünnepélyes megnyitóval avatták fel. A mecset mellett az imám háza is a vakuf tulajdona, ahol a fiatal Mehmed Bešlagić efendi látja el a szolgálatot.[10]

- Velika Gradina – bronzkori erődített település maradványai.[5]

## Híres emberek
- Mahmut Ibrahimpašić Mašo, Jugoszlávia nemzeti hőse 1922-ben született Bjelajon. Az 5. Krajina (Kozár) dandár politikai komisszárja volt, és ebben a beosztásban halt meg 1944. október 19-én a Belgrád felszabadításáért vívott harcokban. Az első partizánharcosok közé tartozott, akiket már novemberben nemzeti hősnek nyilvánítottak.

- Itt született 1923-ban Ahmet Hromadžić híres gyermekíró, akinek művei bekerültek néhány európai ország iskolai olvasókönyvébe is. Számos irodalmi díj nyertese, a „Veselin Masleša” kiadónál szerkesztőként dolgozott, majd a „Lastavica” gyermekkönyvtár alapítója volt.

## Fordítás
- Ez a szócikk részben vagy egészben  a   Bjelaj (Bosanski Petrovac) című bosnyák Wikipédia-szócikk ezen változatának fordításán alapul.  Az eredeti cikk szerkesztőit annak laptörténete sorolja fel. Ez a jelzés csupán a megfogalmazás eredetét és a szerzői jogokat jelzi, nem szolgál a cikkben szereplő információk forrásmegjelöléseként.